# 北九州市立城野小学校
北九州市立城野小学校（きたきゅうしゅうしりつじょうのしょうがっこう）は、福岡県北九州市小倉南区富士見三丁目にある公立小学校。

## 沿革
（沿革節の主要な出典は公式サイト）
- 1956年（昭和31年） - 小倉市立城野小学校として開校
- 1963年（昭和38年） - 北九州市立城野小学校に改称
- 1965年（昭和40年） - 開校十周年記念事業・祝賀会を開催
- 1971年（昭和46年） - 十五周年記念式典を挙行
- 1979年（昭和54年） - 北九州市立今町小学校分離開校
- 1985年（昭和60年） - 三十周年記念式典を挙行
- 2005年（平成17年） - 五十周年記念式典を挙行

## 交通
- 北九州モノレール城野駅下車、徒歩約2分
- JR城野駅下車、徒歩約8分
- 西鉄バス北九州富士見町バス停下車、徒歩約3分

## 周辺
- 福岡県立小倉南高等学校
- 福岡県立小倉商業高等学校
- 北九州市立城南中学校